# Zoološki vrt Bitolj
Zoološki vrt Bitolj (Зоолошка градина Битола), zoološki vrt u Bitolju, jedan od dva na području Republike Makedonije. Posjeduje 40 životinjskih vrsta i 200 jedinki. Ravnatelj Vrta je Afrim Jusufi.
ZOO je osnovan 1. svibnja 1950. donacijama iz zooloških vrtova u Skoplju, Zagrebu, Beogradu i Subotici.

## Vanjske poveznice
- Službena stranica  Arhivirana inačica izvorne stranice od 10. studenoga 2012. (Wayback Machine)